# Кежемский сельсовет
Кежемский сельсовет — ранее существовавшие муниципальное образование (сельское поселение) и административно-территориальная единица в составе Кежемского района.
Законом Красноярского края от 23 апреля 2013 года № 4-1253
 муниципальное образование Кежемский сельсовет упразднено с передачей в межселенную территорию.
Законом Красноярского края от 20 марта 2014 года № 6-2191 административно-территориальная единица Кежемский сельсовет упразднена.

## Население
| 2010 | 2012 | 2013 |
| ---- | ---- | ---- |
| 333  | ↘0   | →0   |

## Упразднённые населённые пункты
Законом Красноярского края от 20 марта 2014 года № 6-2191 упразднены село Кежма (административный центр) и деревня Верх-Кежма.